# Projeto Kalunga
O Projeto Kalunga foi um projeto iniciado pelo governo angolano para se reconectar com aqueles da diáspora no Brasil. Esta turnê não foi apenas política, mas também um comentário social conectando o Brasil e Angola através da música e também da cultura pop. Artistas brasileiros foram convidados a fazer uma turnê por Angola, atuando como um ato de solidariedade ao partido comunista durante a Guerra Civil Angolana. A turnê aconteceu nas cidades de Luanda, Lobito e Benguela. Todos os mais de 60 artistas e artistas apoiaram o MPLA em sua luta pela independência; muitos cantando sobre lutas anticoloniais através do Semba.

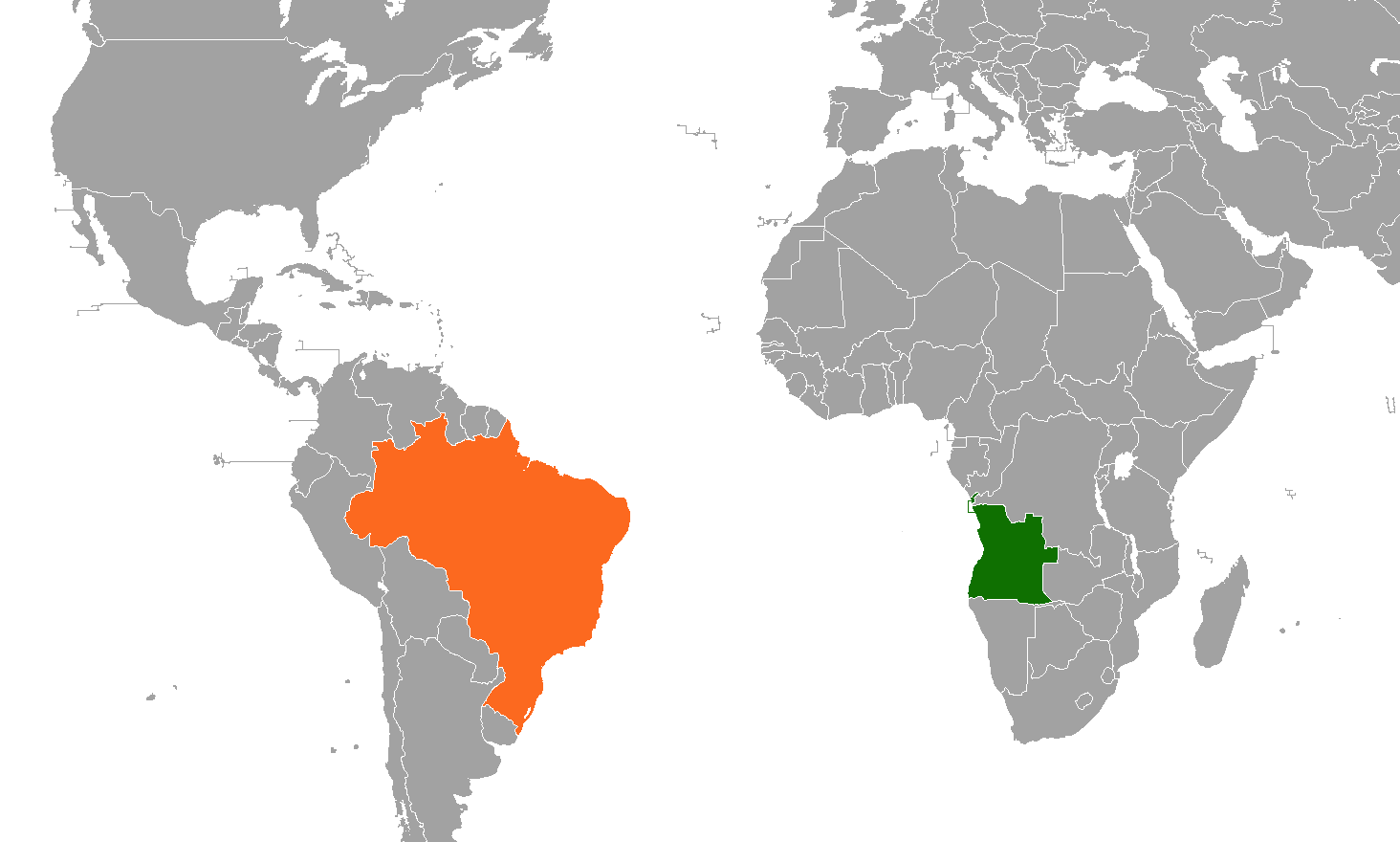
Mapa indicando onde Angola e Brasil estão localizados

## Relações entre Brasil e Angola
Artistas brasileiros pretendiam conectar afro-brasileiros à sua ancestralidade africana e inspirar uma conversa sobre a diáspora africana por meio do Semba e da cultura pop. Os afro-brasileiros foram alguns dos primeiros no Brasil a "redescobrir" a África, com foco na difusão cultural do tráfico transatlântico de escravos. Civis angolanos na época também estavam reivindicando sua autonomia cultural, descrevendo seus sentimentos nacionalistas como Angolanidade. O Projeto Kalunga foi capaz de fornecer um meio para que apoiadores brasileiros expressassem seus sentimentos enquanto ainda se conectavam com angolanos como parte de uma comunidade por meio da diáspora. Diz-se que mais da metade dos africanos que foram transportados de Angola para o Brasil eram de Luanda, tornando o movimento Angolanidade muito mais forte. Parte da conexão com Angola se deu por meio do Samba, um estilo de dança popular tanto no Brasil quanto em Angola.

### Semba

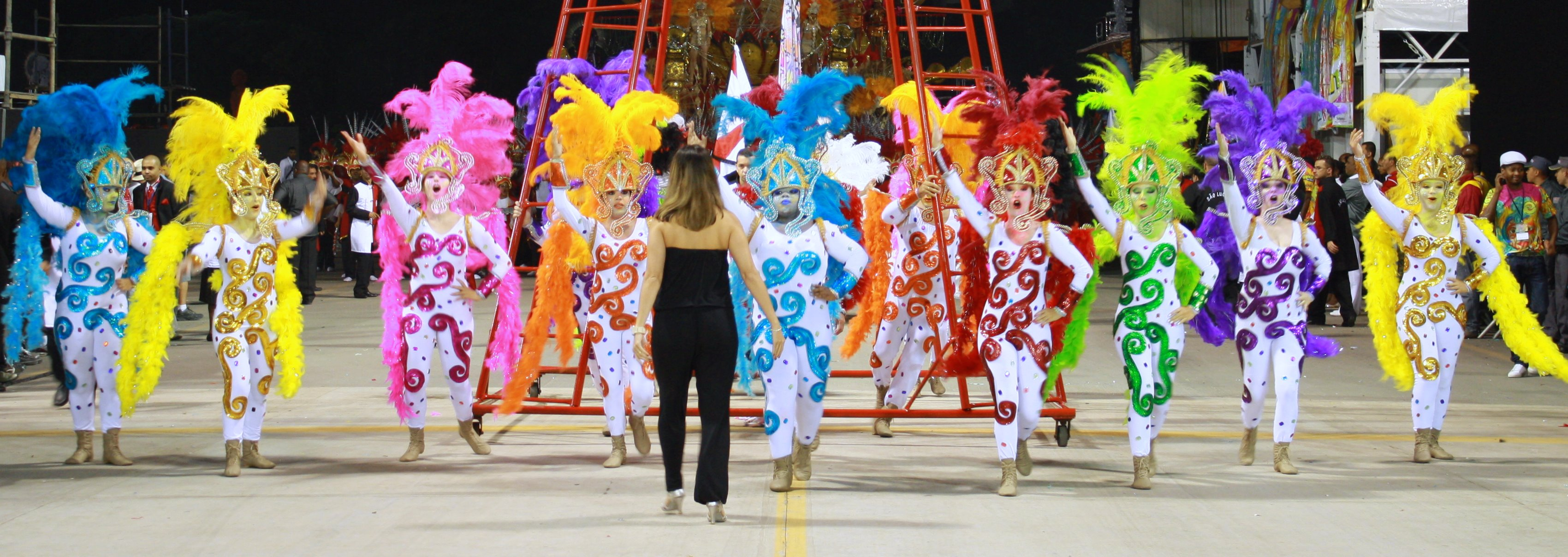
Escola de renome no Brasil que pratica Semba

A dança brasileira está fortemente ligada às raízes angolanas. O Semba teve origem em Angola, mas foi trazido para o Brasil por africanos durante o tráfico transatlântico de escravos. O Semba, conhecido como Samba no Brasil, desempenha atualmente um papel importante, com muitas escolas de Samba de renome exibindo seus talentos a cada ano no Carnaval. O Samba pode ser rastreado por causa de seus padrões no Semba, especificamente com o componente “Umbigada”. Umbigada é quando um dançarino interage com outro dançarino por meio de uma expressão de toque naval que pode ser traduzida como uma barrigada. Os músicos que faziam parte do Projeto Kalunga tocavam principalmente música semba com letras que defendiam os direitos dos trabalhadores, o comunismo e a liberdade. Esse uso da música semba era uma forma de reconectar suas raízes afro-brasileiras a Angola.

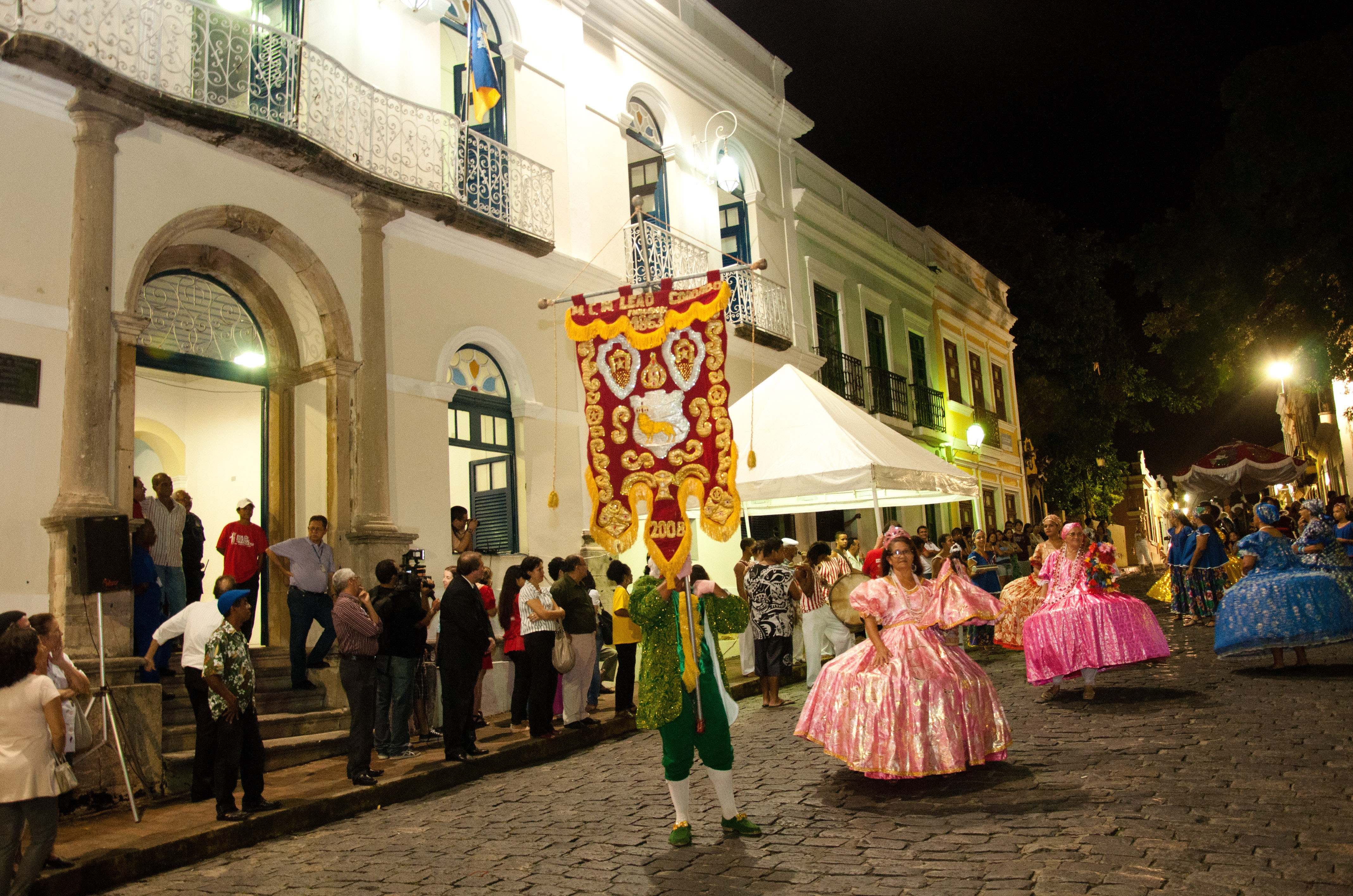
Dança de maracatu que usa o termo "Kalunga", também conhecido como "Calunga".

## Origem do nome 'Projeto Kalunga'
O nome Kalunga foi considerado pelo principal produtor do projeto, Fernando Faro. Ele se lembrava do termo em referência aos bonecos de Maracatu que Mário de Andrade mencionou em seu ensaio “Música de Feitiçaria no Brasil”. No entanto, ao conversar com um colega de Luanda, percebeu que o termo 'Kalunga', na verdade, representa o amor, a morte e o mar.

## Artistas envolvidos com o 'Projeto Kalunga'
Chico Buarque foi um artista da década de 1970 que usou sua música para destacar questões do governo e defender a classe trabalhadora. Em certas músicas, como "construção", ele fala sobre os problemas da classe trabalhadora e do desespero que se segue. Foi por causa de seu ativismo por meio da música e suas crenças na liberdade e no comunismo que ele foi convidado a liderar o projeto para Angola. Ele, juntamente com outros artistas, teve como objetivo criar uma conexão entre Angola e o Brasil por meio da música, cultura e solidariedade.
Outro músico, Martinho da Vila, falou sobre suas experiências em viagens por Angola. Ele fez um discurso em seu primeiro evento, no qual disse: “Sou brasileiro e estou realizando meu grande sonho, que é pisar neste solo africano. Fiquei muito emocionado por estar aqui em Angola, talvez a terra dos meus bisavós. Lá no Brasil, hoje se comemora o 150º aniversário da nossa independência. Espero, quando voltar aqui, encontrar um país também livre.”
Os concertos que eles fizeram foram um grande sucesso e quando chegou a hora do público ir embora, eles protelaram o máximo que puderam, provocando repressão e prisão pela polícia portuguesa (PIDE). De acordo com Martinho, os concertos supostamente inspiraram muitos do público, especialmente vendo pessoas que residiam no Brasil e desejavam que o povo de Angola tivesse liberdade dos poderes coloniais. Essa mensagem incendiária foi um grande motivo pelo qual o governo censurou muitos desses músicos e sua viagem a Angola. Essa foi uma época durante a Guerra Fria em que o governo do Brasil condenou a viagem e oficialmente optou por não reconhecê-la por medo de reações negativas.

Outros artistas incluíram Edu Lobo, Dorival Caymmi, Clara Nunes, Rui Guerra e Fernando Faro.